# آذر حکمت شعار
آذر حکمت شعار (زاده ۱۳۱۴ تبریز – درگذشته ۱۳۵۳ تهران) بازیگر سینمای ایران بوده‌است.

## زندگی‌نامه
آذر حکمت شعار با نام واقعی آذر تاج دهقانی آذر در سال ۱۳۱۴ در تبریز متولد شد. فعالیت وی در عرصه بازیگری از سال ۱۳۳۷ در تئاتر و با نمایش موزیکال خسرو و شیرین آغاز شد.
از سال ۱۳۴۰ به واسطه چهره زیبا و مناسب، خیلی زود پا به دنیای سینما گذاشت. اولین فیلمی که بازی کرد، وقتی که آفتاب غروب می‌کند نام داشت که این فیلم ناتمام ماند و طبعاً به نمایش در نیامد؛ ولی در همان سال در فیلم آس و پاس ساخته سیامک یاسمی در برابر ناصر ملک‌مطیعی و آرمان، نقش اصلی زن را بر عهده گرفت. بعدها در دو فیلم از ساموئل خاچیکیان همراه با عبدالله بوتیمار بازی کرد.
آذر حکمت شعار بازیگر محجوبی بود که تا سال ۱۳۴۸ به نقش‌آفرینی در سینما ادامه داد (حدوداً بیست فیلم) و تا مرز ستارگی هم پیش رفت. در چند فیلم بازیگر نقش مقابل ایرج قادری بود. یکی دو فیلم هم با بهروز وثوقی و رضا بیک ایمانوردی و همچنین با منوچهر والی‌زاده در دو فیلم گل گمشده در سال ۱۳۴۱ و فرشته‌ای در خانه من در سال ۱۳۴۲، هم بازی بودند.
در دهه ۴۰ به خاطر مخالفت همسرش با حضور وی در سینما، ماجرایشان به محافل مطبوعاتی و سینمایی کشیده شد و این جنجال‌ها تا جایی ادامه یافت که همسر این بازیگر با پاسبان در پشت صحنه یکی از فیلم‌ها حاضر شد تا همسرش را به خاطر عدم تمکین جلب نماید.
آذر حکمت شعار (آذر دهقانی آذر) بازیگر با استعدادی در سینمای ایران بود که متأسفانه علی‌رغم شایستگی‌هایش آن طور که باید مورد تقدیر قرار نگرفت و در سال ۱۳۴۹ سینما را کنار گذاشت.
حکمت شعار زندگی خصوصی آرامی نداشت و به خاطر اختلافات خانوادگی و مخالفت همسرش با فعالیت‌های او در نهایت به متارکه انجامید که حاصل این ازدواج یک دختر و یک پسر می‌باشد.
این بازیگر فقط در دهه ۴۰ در سینمای ایران فعال بود و نقش‌هایی آراسته و خالی از حواشی بازی کرد و هیچگاه ستاره نشد اما نقش‌های اول بسیاری اجرا نمود. پدر ایشان استاد محمد دهقانی آذر از یاران ستارخان سردار ملی و از سیاسیون معتبر تبریز بود.
آذر حکمت شعار دارای یک خواهر به نام (عالم‌تاج) و سه برادر به نام‌های: رسول، هوشنگ و داریوش بود که برادر کوچکتر ایشان (سرهنگ داریوش دهقانی آذر) از افسران عالی‌رتبه شهربانی و فرمانده گارد نیما بود که پس از انقلاب ۵۷ با درجه سرهنگ تمامی به دلیل رهبری گروهی موسوم به گروه نیما شاخه نظامیان وفادار به سلطنت و رهبری کودتای نیما و قبول نخست‌وزیری دولت انتقالی به همراه پنج نفر از افسران عالیرتبه نظامی در دادگاهی به ریاست قاضی ری شهری محکوم به اعدام و در ۲۱ آذر ۱۳۶۱ تیرباران شد.
پس از ورود مرضیه به جامعه باربد و در آستانه آمادگی حکمت شعار برای خواندن نمایشنامه خسرو و شیرین، با اسماعیل مهرتاش از در مخالفت برمی‌آید و از روی حسادت از وی می‌خواهد تا مرضیه را از باربد بیرون کند که با مخالفت مهرتاش، حکمت شعار از جامعه باربد خارج می‌شود و صدای نمایشنامه توسط مرضیه و بنحو احسن اجرا می‌شود.

## نمایش‌ها
- تابلوی موزیکال خسرو و شیرین (۱۳۳۷)
- دختران واخورده
- عروس کدومه
- عشق پیری

## فیلمشناخت
- ۱ - آژیر خطر (۱۳۴۹)
- ۲ - سرود زندگی (۱۳۴۸)
- ۳ - سوگند سکوت (۱۳۴۸)
- ۴ - بسترهای جداگانه (۱۳۴۷)
- ۵ - قدرت عشق (۱۳۴۷)
- ۶ - آشیانه خورشید (۱۳۴۶)
- ۷ - فردای باشکوه (۱۳۴۶)
- ۸ - اعتراف (۱۳۴۵)
- ۹ - بی عشق هرگز (۱۳۴۵)
- ۱۰ - عصیان (۱۳۴۵)
- ۱۱ - لیلاج (۱۳۴۵)
- ۱۲ - مومیایی (۱۳۴۵)
- ۱۳ - افق روشن (۱۳۴۴)
- ۱۴ - در دنیا بیگانه بودم (۱۳۴۴)
- ۱۵ - شیطان سفید (۱۳۴۴)
- ۱۶ - ولگرد قهرمان (۱۳۴۴)
- ۱۷ - بن‌بست (۱۳۴۳)
- ۱۸ - گناه من چیست (۱۳۴۳)
- ۱۹ - فرشته‌ای در خانه من (۱۳۴۲)
- ۲۰ - اهریمن زیبا (۱۳۴۱)
- ۲۱ - پنجه (۱۳۴۱)
- ۲۲ - گل گمشده (۱۳۴۱)
- ۲۳ - آس و پاس (۱۳۴۰)